# Rytigynia krauseana
Rytigynia krauseana är en måreväxtart som beskrevs av Robyns. Rytigynia krauseana ingår i släktet Rytigynia och familjen måreväxter.
Artens utbredningsområde är Kamerun. Inga underarter finns listade i Catalogue of Life.